# Drelsdorf
Drelsdorf település Németországban, Schleswig-Holstein tartományban. Lakosainak száma 1290 fő (2023. december 31.).

## Népesség
A település népességének változása:
| Lakosok száma | 879  | 1266 | 1248 | 1266 | 1272 | 1290 |
|               | 1975 | 2017 | 2019 | 2021 | 2022 | 2023 |